# Sauvetrea
Sauvetrea es un género con once especies de orquídeas epifita, con algunas especies procedentes del género Maxillaria. Es originario de Costa Rica hasta el oeste de Sudamérica.

## Especies
- Sauvetrea alpestris (Lindl.) Szlach., Richardiana 7: 29 (2007 publ. 2006).
- Sauvetrea chicana (Dodson) M.A.Blanco, Lankesteriana 7: 535 (2007).
- Sauvetrea cornuta (C.Schweinf.) M.A.Blanco, Lankesteriana 7: 535 (2007).
- Sauvetrea laevilabris (Lindl.) M.A.Blanco, Lankesteriana 7: 535 (2007).
- Sauvetrea machupicchuensis (Christenson & N.Salinas) M.A.Blanco, Lankesteriana 7: 535 (2007).
- Sauvetrea napoensis (Dodson) M.A.Blanco, Lankesteriana 7: 535 (2007).
- Sauvetrea peruviana (C.Schweinf.) Szlach., Richardiana 7: 29 (2007 publ. 2006).
- Sauvetrea sessilis (Lindl.) M.A.Blanco, Lankesteriana 7: 535 (2007).
- Sauvetrea trigona (C.Schweinf.) Szlach., Richardiana 7: 29 (2007 publ. 2006).
- Sauvetrea unicarinata (C.Schweinf.) Szlach., Richardiana 7: 30 (2007 publ. 2006).
- Sauvetrea xantholeuca (Schltr.) Szlach., Richardiana 7: 30 (2007 publ. 2006).